# Саллі Вейнрайт
Саллі Енн Вейнрайт, ОБІ (англ. Sally Anne Wainwright, нар. 1964 , Гаддерсфілд ) — британська телевізійна сценаристка, продюсерка й режисерка.
На початку кар’єри працювала драматургинею і сценаристкою довготривалого радіосеріалу «The Archers». У 1990-х роках Вейнрайт почала телевізійну кар'єру, в 2000 році створила свій перший оригінальний драматичний серіал «Вдома з Брейтвейтами» (2000–2003).
2009 року отримала нагороду Королівського телевізійного товариства «Письменниця року» за міні-серіал «Непрощена». Вейнрайт відома створенням драматичних серіалів ITV: «Скотт та Бейлі» (2011–2016), «Останнє танго в Галіфаксі» (2012–2020) і «Щаслива долина» (2014–2023). «Останнє танго в Галіфаксі» отримав нагороду Британської телевізійної академії за найкращий драматичний серіал у 2013 році, а «Щаслива долина» отримав цю нагороду в 2015 та 2017 роках.
Вейнрайт створила телефільм 2016 року «Непомітно пройти» про сім'ю Бронте і телесеріал 2019 року «Джентльмен Джек» з Сюранною Джонс у ролі Анни Лістер і Софі Рандл у ролі Анни Вокер.
У 2020 році Вейнрайт була призначена офіцеркою Ордена Британської імперії (OBE) за заслуги в письменництві й телебаченні.

## Нагороди
- 2003: Найкращий короткометражний драматичний фестиваль у Банфі за «Розповідь дружини Бата»
- 2009: RTS Awards, найкращий драматичний серіал за «Непрощена»
- 2011: RTS North West Awards, найкращий сценарист за «Скотт і Бейлі»
- 2013: Sky WFTV Awards, Technicolor Writing Award
- 2013: BAFTA TV Craft Awards, найкращий сценарист драми
- 2013: BAFTA TV Craft Awards, найкращий драматичний серіал за «Останнє танго в Галіфаксі»
- 2014: Broadcast Awards, найкращий драматичний серіал за «Щаслива долина»
- 2014: Премія британських сценаристів, найкращий сценарій британської теледрами за «Щаслива долина»
- 2014: Crime Thriller Awards, найкращий серіал за «Щаслива долина»
- 2014: TV Choice Awards, найкраща нова драма за «Щаслива долина»
- 2015: Broadcasting Press Guild Awards, найкращий сценарист драми
- 2015: BAFTA TV Craft Awards, найкращий сценарист драми
- 2015: Премія Едгара Аллана По, найкращий телевізійний епізод за «Щаслива долина» (епізод 1)
- 2015: WGGB Awards, найкраща повноформатна теледрама за «Щаслива долина»
- 2015: Edinburgh TV Awards, найкраща програма року за «Щаслива долина»
- 2015: BAFTA Awards, найкращий драматичний серіал за «Щаслива долина»
- 2017: RTS Program Awards, найкращий сценарист драми за «Щаслива долина»
- 2017: Нагорода RTS Program Awards, Нагорода суддів
- 2017: BAFTA Awards, найкращий драматичний серіал за «Щаслива долина»[7]
- 2017: BAFTA TV Craft Awards, найкращий сценарист драми за «Щаслива долина»
- 2020: Нагорода Королівського телевізійного товариства, переможець у номінації «Найкращий драматичний серіал» за «Джентльмен Джек»[8]
- 2020: Звільнення округу Калдердейл [9]
- 2020: Офіцерка Ордена Британської імперії (OBE) у відзнаці до дня народження 2020 року за заслуги в письменництві й телебаченні[10]